# غودوين أغودا
غودوين أغودا (مواليد 30 ديسمبر 1997) هو لاعب كرة قدم نيجيري لعب سابقاً في نادي الوشم.